# August Etz
August Etz (* 24. September 1861 in Ried im Innkreis; † 4. März 1936 ebenda) war Zeugschmied, Redakteur und Abgeordneter zum Österreichischen Abgeordnetenhaus.

## Leben
August Etz war Sohn des Zeugschmieds Simon Etz († 1914). Er wurde selbst Zeugschmied und von 1898 bis 1906 war er auch Redakteur der „Oberösterreichischen Volkszeitung“ in Ried im Innkreis. Im Jahr 1911 war er Gründungsobmann und bis 1936 Obmann-Stellvertreter der Gewerblichen Kreditgenossenschaft Ried im Innkreis. Von 1909 bis 1915 war er auch Mitglied des Aufsichtsrats des Oberösterreichischen Volkskredit.
Von 1903 bis 1906 war er im Gemeindeausschuss Ried im Innkreis. Er war auch Besitzer des Goldenen Verdienstkreuzes und des päpstlichen Ehrenkreuzes „Pro Ecclesia et Pontifice“.
Er starb am 4. März 1936 im Alter von 74 Jahren an einer Herzmuskelentartung.
Er war römisch-katholisch und ab 1883 verheiratet mit Katharina Maislinger († 1906), mit der er drei Töchter und vier Söhne hatte, wobei eine Tochter und zwei Söhne jung verstorben sind. Nach dem Tod seiner Ehefrau heiratete er im Jahr 1909 Maria Wiesbauer († 1916), mit der er zwei Töchter und zwei Söhne hatte, wobei eine Tochter jung verstorben ist. Noch im Jahr des Todes seiner zweiten Ehefrau, also 1916, heiratete er Rosalia Baumgartner. Insgesamt hatte er 16 Kinder.

## Politische Funktionen
August Etz war vom 18. Oktober 1899 bis zum 30. Januar 1907 Abgeordneter des Abgeordnetenhauses im Reichsrat (IX. und X. Legislaturperiode) und war dort für die Kurie Oberösterreich, allgemeine Wählerklasse 3 (Wels, Lambach, Eferding, Grieskirchen, Waizenkirchen, Ried, Obernberg, Haag, Braunau, Mattighofen, Mauerkirchen, Wildshut, Schärding, Engelszell, Raab, Peuerbach) zuständig. Er war der Nachfolger des verstorbenen Gregor Doblhamer.

## Klubmitgliedschaften
August Etz war ab 1899 Mitglied im Klub der Katholischen Volkspartei und ab 1901 im Zentrum-Klub.